# 리브로

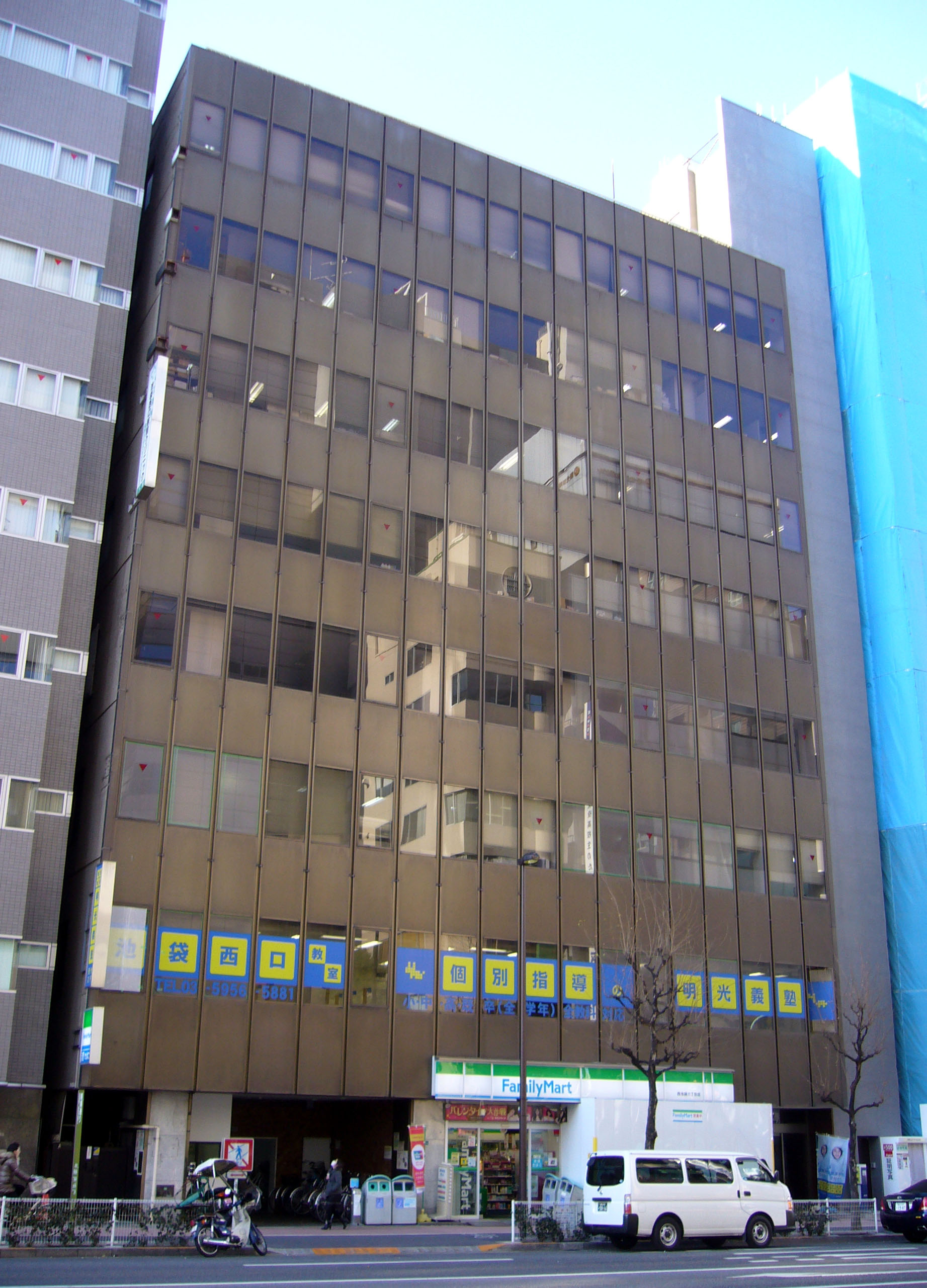
메이코빌딩 (본사)

주식회사리브로(株式会社リブロ)는 일본의 서점이다. 세이유 그룹에 속한 이 서점의 본사는 도쿄도 도시마구 메이코빌딩(明光ビル)에 위치해 있다.
리브로는 "책"을 뜻하는 이탈리아어, 스페인어, 필리핀어이다.